# Zbigniew Mieczkowski
Zbigniew Mieczkowski (ur. 22 czerwca w 1922  Dzierżanowie, zm. 19 grudnia 2022 w Londynie) – żołnierz 1. Dywizji gen. Maczka, aktywny działacz polonijny.
Zbigniew Mieczkowski urodził się 22 czerwca 1922 r. w Dzierżanowie koło Płocka. Pochodził z rodziny ziemiańskiej. Był synem Stefana Mieczkowskiego i Heleny (z d. Chamska). Początkowo uczęszczał do Gimnazjum im. J. Zamoyskiego w Warszawie, a następnie do Gimnazjum im. J. Długosza we Włocławku. 

## II wojna światowa
Po wybuchu II wojny światowej wstąpił do Wojska Polskiego jako kierowca. Po upadku kampanii wrześniowej przez Rumunię przedostał się do Francji, gdzie w listopadzie 1939 roku wstąpił do Wojska Polskiego i przydzielony został do Szkoły Podchorążych Broni Pancernej. Po ataku Niemiec na Francję Zbigniew Mieczkowski przeniósł się do Wielkiej Brytanii. W Szkocji ukończył Szkołę Podchorążych Broni Pancernej oraz Liceum im. J. Słowackiego w Glasgow, gdzie zdał maturę. Wstąpił do 1. Dywizji Pancernej gen. Maczka. Wziął udział w inwazji na Normandię w sierpniu 1944, walcząc między innymi w Bitwie pod Falaise (kocioł Falaise). Wraz z 2. Pułkiem Pancernym przeszedł cały szlak 1. Dywizji przez północną Francję, Belgię, Holandię aż do zdobycia bazy w Wilhelmshaven w maju 1945 r. W grudniu 1944 roku awansowany na podporucznika. Pełnił funkcję dowódcy plutonu czołgów i adiutanta dowódcy 2. Pułku Pancernego. Po zakończeniu działań wojennych jeszcze przez dwa lata stacjonował w Niemczech.

## Życie na emigracji
W marcu 1947 r. powrócił do Wielkiej Brytanii, gdzie pracował jako handlowiec. Ożenił się z Angielką, Caroline Grenfell, z którą miał dwoje dzieci - Stefana i Helenę. Małżeństwo nigdy nie zaakceptowało faktu, że komuniści zajęli Polskę. Wierzyli, że Sowieci są nie mniej zdeterminowani niż Niemcy, by wymazać z powierzchni ziemi polską kulturę i dziedzictwo. Przedwojenny majątek jego rodziny zastał zagrabiony przez władze PRL. Mieczkowski był aktywnym działaczem skupionym wokół wielu instytucji polonijnych, m.in.: członkiem Rady Instytutu Polskiego oraz Muzeum im. gen. Sikorskiego, gdzie zajmował się sprawami Biblioteki Polskiej w Londynie oraz Polskiego Ogniska. Mimo emigracyjnego oddalenia pozostał związany z polskimi sprawami, często odwiedzał Ojczyznę i swoje rodzinne strony. W Polsce założył fundację upamiętniającą 1. Dywizję Pancerną. Przewodniczył też komitetom, które budowały pomniki w Duns w Szkocji (Pułków Pancernych) oraz w Warszawie (I. Dywizji Pancernej). Brał udział w wielu krajowych oraz emigracyjnych przedsięwzięciach, których celem było ocalenie pamięci o polskich formacjach walczących na Zachodzie. Pisał oraz wspierał publikacje dotyczące polskiego ziemiaństwa. Wydał też książkę autobiograficzną „Horyzonty wspomnień”.
Zmarł 19 grudnia 2022 r. 9 stycznia 2023 r. w Sacred Heart Church w Henley on Thames odbył się Jego pogrzeb.

## Ordery i odznaczenia
Odznaczony był między innymi Krzyżem Walecznych i odznaczeniami alianckimi okresu wojny, Komandorią Polonia Restituta, belgijskim Orderem Leopolda, francuską Legią Honorową.